# Geocoris punctipes
Geocoris punctipes – gatunek drapieżnego pluskwiaka różnoskrzydłego z rodziny Geocoridae.

## Opis
Osiągając od 3,5 do 4,2 mm długości, jest jednym z największych gatunków rodzaju Geocoris. Głowa gładka, nie w całości granulowana. Rowek tylusa wchodzi do tyłu na ciemię i krzyżuje się z poprzeczną, łukowatą bruzdą. Na przedpleczu występuje para nieco półksiężycowatych zgrubień, barwy zwykle błyszcząco czarnej, czasem nieco żółtawej. Na tarczce obecne są dwie, gładkie, niepunktowane, jasne plamki, położone nasadowo-bocznie, które mogą być przedłużone ku tyłowi. Przedłużenie plamek, jeśli występuje, słabo punktowane.

## Biologia i ekologia
Gatunek drapieżny, związany z uprawami takich roślin jak lucerna, bawełna, sałata, orzeszki ziemne, soja i burak cukrowy, gdzie poluje na wiele szkodników. Bardzo pożyteczny z punktu widzenia gospodarki człowieka, wykorzystywany do biologicznej kontroli szkodników.

## Rozprzestrzenienie
W Stanach Zjednoczonych sięga od New Jersey po południową Indianę i Kolorado na południu oraz Teksas, Arizonę i Kalifornię na południowym zachodzie. Pospolity również w całej Florydzie. Ponadto jego zasięg obejmuje Hawaje, Meksyk, Gwatemalę, Panamę, kończąc się w Kolumbii.